# أواخورست، كاليفورنيا
أواخورست (بالإنجليزية: Oakhurst)، هي منطقة أمريكية تابعة لولاية كاليفورنيا، تأسس المنطقة سنة 1873، عدد سكان المنطقة حوالي 2,829 نسمة.